# Les Poulets du Kentucky
Les Poulets du Kentucky est une série de bande dessinée franco-belge humoristique, créée dans Spirou no 3683 par Olivier Saive au dessin et Hervé Richez au scénario.

## Synopsis
Les aventures de deux flics américains, une femme et un bleu.

## Les personnages

### Miranda Garcia
Fliquette de choc au caractère bien trempé, l'officier Garcia incarne la bravoure et la loi dans l'État du Kentucky. Elle n'a pas froid aux yeux et fait trembler les nombreux malfaiteurs et criminels que compte le Kentucky. Elle a plusieurs frères, actuellement en prison. Sa seule faiblesse : son coéquipier, Pepper, rookie particulièrement maladroit confié à Garcia car le shérif estime que seule une "poulette" peut s'occuper d'un "poussin".

### Pepper
Pepper est un bleu pistonné.

## Publication

### Pré-publication
La série est publiée dans Spirou depuis 2008.

### Albums
- Édition Dupuis :

1. La poulette et le boulet (2009)
2. Roule, ma poule ! (2010)